# Poesía homoerótica hispanoárabe

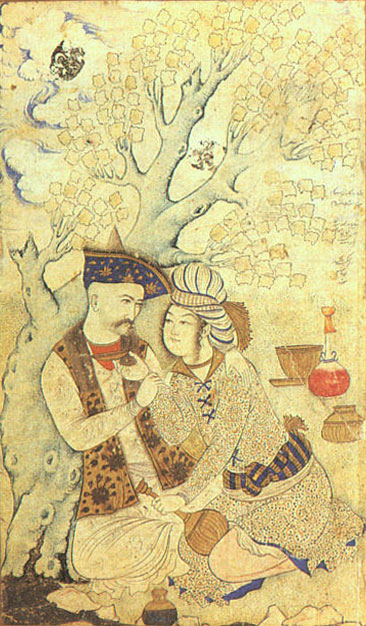
El Sah Abás y un paje. Muhammad Qasim, 1627; Museo del Louvre, París. La figura del copero era habitual en la poesía homoerótica árabe en general, conjugando tanto el género báquico (خمريات jamriyyat) como el amor homosexual (مذكرات mudhakkarat).

Hay una recurrente presencia de poemas de carácter homoerótico en la poesía hispanoárabe. La literatura erótica, a menudo de la más alta calidad, floreció en la cultura islámica en una época en que la homosexualidad, introducida como un refinamiento cultural en la cultura omeya, desempeñaba en ella un papel importante.
Entre los reyes andalusíes la práctica de la homosexualidad con jóvenes era bastante corriente; entre ellos, el abadí Al-Mu'tamid de Sevilla y Yusuf III del reino nazarí de Granada escribieron poesía homoerótica. La preferencia por los esclavos cristianos en lugar de mujeres o efebos de su propia cultura contribuyó a provocar la hostilidad de los reinos cristianos. También entre la comunidad judía de al-Ándalus la homosexualidad fue incluso normal entre la aristocracia.
La contradicción entre la condenatoria legalidad religiosa y la permisiva realidad popular fue superada mediante el recurso a una sublimación neoplatónica, el «amor udrí», de una ambigua castidad. El objeto de deseo, generalmente un sirviente, esclavo o cautivo, invertía el rol social en la poesía, convirtiéndose en dueño del amante, del mismo modo que sucedió con el amor cortés de la Europa medieval cristiana.
El homoerotismo presente en la poesía andalusí establece un tipo de relación similar al descrito en la antigua Grecia: el poeta adulto asume un papel activo frente a un efebo que asume el pasivo, lo que llegó a producir un tópico literario, el de la aparición del «bozo», que permite, dada la ambigüedad descriptiva de los poemas, tanto en las imágenes como en los usos gramaticales, identificar el sexo del amante descrito.
Gran parte de la poesía erótico-amorosa de la época se dedica al copero o escanciador de vino, combinando los géneros báquico (خمريات jamriyyat) y homoerótico (مذكرات mudhakkarat).
Comenzó a florecer en la primera mitad del siglo IX, durante el reinado de Abderramán II, emir de Córdoba. La caída del Califato de Córdoba en el siglo XI y el subsiguiente dominio de los almorávides y la división en los reinos de taifas, descentralizaron la cultura por todo al-Ándalus, produciendo una época de esplendor en la poesía. La invasión almohade trajo el surgimiento de nuevas cortes literarias en los siglos XII y XIII. La mayor autonomía femenina en esta etnia norteafricana hizo aparecer un mayor número de poetisas, algunas de las cuales escribieron también poemas que cantaban la belleza femenina.

## Contexto
La civilización desarrollada en el Califato Omeya desde Córdoba competía e incluso llegó a sobrepasar la de la Europa cristiana. Tras la muerte de Carlomagno en el año 814 y el subsiguiente declive de su Imperio, la única ciudad que rivalizaba con Córdoba en Europa era Constantinopla, capital del Imperio bizantino y situada al otro extremo del continente. Los califas de Córdoba superaban a sus contemporáneos bizantinos en cultura. La literatura, en especial la poesía, fue cultivada con entusiasmo, como sucedía en todos los países árabes; durante la época, el árabe llegó a superar al latín como lengua en las obras sobre medicina, astronomía y matemáticas; los cristianos de la península aprendían árabe para perfeccionar un expresivo y elegante estilo, y eruditos de toda la Europa cristiana viajaban a Toledo o Córdoba para realizar sus estudios. Es probable que mantuvieran un estándar de administración pública superior: muchos de los súbditos cristianos y judíos preferían el gobierno de los infieles, cuya legislación no era más intolerante que las leyes cristianas.
Tras la conquista árabe en el año 711 se produjo un florecimiento único en la península ibérica de la poesía homoerótica, que repetía un fenómeno del mundo islámico en general, con paralelismos en la lírica erótica de Irak, Persia, Afganistán, la India, Turquía y países del norte de África como Egipto, Túnez y Marruecos. Las antologías de poesía medieval islámica de las grandes capitales árabes muestran, a lo largo de casi un milenio, la misma corriente de homoerotismo apasionado que se encuentra en los poemas de Córdoba, Sevilla o Granada.
La homosexualidad, consentida sobre la base de una tolerancia coránica general hacia los pecados de la carne, se introdujo como un refinamiento cultural entre los Omeyas, pese a las protestas de algunas escuelas jurídicas. Así, Ibn Hazm de Córdoba fue tolerante con el homoerotismo, 
mostrando solamente su reprobación cuando se mezclaba con algún tipo de inmoralidad pública, actitud que al parecer compartían sus contemporáneos.
Tanto en lo filosófico como en lo literario el clasicismo griego fue conocido y respetado por los autores andalusíes, cuya labor de traducción y compilación fue esencial en la supervivencia de muchos textos clásicos. Muchos de los temas de la poesía andalusí, como el elogio de la belleza efébica, beben directamente de la poesía homoerótica griega, que conocieron a través de traducciones desde la época de la gran biblioteca de la Córdoba del califa omeya Hisham II.

### La ley islámica y la homosexualidad
La severidad e intolerancia que caracterizaban al judaísmo y cristianismo tradicionales en materia sexual reaparecieron en las leyes de la tercera religión abrahámica. Respecto a la homosexualidad, algunas importantes escuelas, como la del teólogo Malik de Medina o el literalista Ibn Hanbal, contemplaban la pena de muerte, generalmente por lapidación. Otras escuelas de leyes más liberales redujeron el castigo a la flagelación, generalmente cien latigazos.
No obstante, otros aspectos de la cultura islámica muestran cierta contradicción con la severidad, heredada del Antiguo Testamento, que dominaba la legalidad del islam a este respecto. La actitud popular era mucho menos hostil con el homoerotismo y los visitantes europeos se sorprendían de la relajada tolerancia hacia este tema entre los árabes, que no parecían encontrar nada innatural en las relaciones entre hombres y muchachos. En los tratados árabes medievales sobre el amor, esta llamada «intoxicación emocional» es provocada no solo por el amor de las mujeres, sino también por el de muchachos y otros hombres. Mientras en el resto de Europa era penada con la hoguera, en al-Ándalus la homosexualidad era común e intelectualmente prestigiosa; la obra de autores como Ibn Sahl de Sevilla, explícita en este sentido, se llevó a todos los confines del mundo islámico como ejemplo de poesía amorosa.
La única mención de Ibn Hazm al lesbianismo en El collar de la paloma es, en aplicación del islam, condenatoria. Pero las referencias árabes al lesbianismo no son tan aparentemente condenatorias: al menos una docena de romances entre mujeres son mencionados en The Book of Hind, ella misma una lesbiana arquetípica; se ha perdido un Tratado sobre el lesbianismo (Kitab al-Sahhakat) del siglo IX, y trabajos posteriores sobre erotismo árabe contenían capítulos sobre este tema. Algunas mujeres en al-Ándalus tuvieron acceso a la educación y pudieron escribir libremente. En sus poemas, el amor por otra mujer está tratado y presente del mismo modo que el de los poetas hombres por otros hombres.

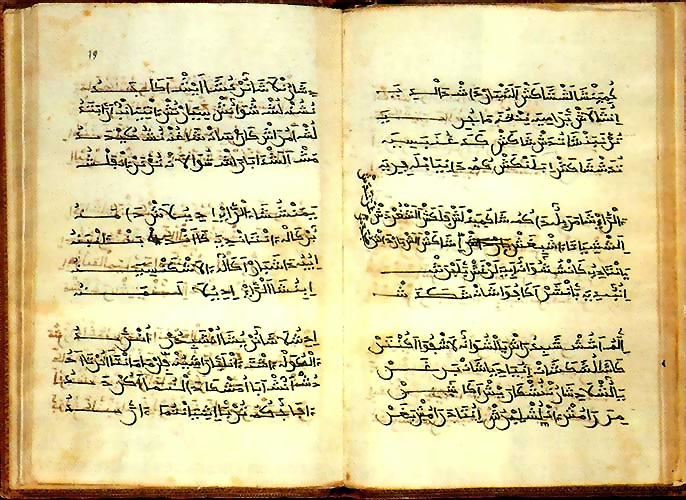
Manuscrito B del Poema de Yuçuf (anónimo aljamiado en aragonés del s. XIV). En la azora XII del Corán, Yūsuf es presentado como un hombre cuya arrebatadora belleza provoca el amor.

El historiador australiano Robert Aldrich señala que en parte esta tolerancia hacia el homoerotismo es debida a que el islamismo no reconoce una separación tan marcada entre la carne y el espíritu como el cristianismo y tiene en aprecio el placer sexual. Otras razones serían estéticas: en el Corán es un hombre, Yūsuf (el patriarca José cristiano), quien en la azora XII es presentado como el máximo representante de la belleza. En dicho texto coránico se muestra también el concepto platónico de que la belleza es la que genera el amor, de modo terrible, arrebatador. García Gómez señala en su introducción a El collar de la paloma que los musulmanes llaman «al-iftitān bi-l-suwar» al «trastorno o conmoción que sufren las almas al contemplar la belleza concretada en formas armoniosas», ilustrándolo con la historia de las nobles egipcias que se cortan los dedos mientras pelan naranjas, arrebatadas por la belleza de Yūsuf.
Entre los reyes andalusíes la práctica de la homosexualidad con jóvenes era bastante corriente; Abderramán III, Alhakén II (quien tuvo descendencia por primera vez a la edad de 46 años, con una esclava vasca cristiana que se travestía, a la moda de Bagdad, como si fuera un efebo), Abd Allah de la Taifa de Granada, el nazarí Muhammed VI; entre ellos, el abadí Al-Mu'tamid de la Taifa de Sevilla y Yusuf III del Reino nazarí de Granada escribieron poesía homoerótica; Abderramán III, Alhakén II, Hisham II y Al-Mu'tamid mantuvieron abiertamente harenes masculinos. Consta que los hispanoárabes preferían como compañeros sexuales a los cristianos esclavos antes que a las mujeres o efebos de su propia cultura, lo que provocaba la enemistad y continuas hostilidades de los reinos cristianos. Es conocido el martirio al niño cristiano Pelagio por resistirse a los deseos de Abderramán III, primer califa omeya de Córdoba, hecho por el que fue posteriormente santificado.
También entre la comunidad judía de al-Ándalus la homosexualidad fue incluso normal entre la aristocracia. Citando el tomo colectivo Aspects of Jewish Culture in the Middle Ages (1979), en España había «una cultura cortesana y aristocrática caracterizada por un individualismo romántico (en la cual había) una intensa exploración de todas las formas de la sexualidad libertadora: heterosexualidad, bisexualidad, homosexualidad». El placer homosexual no solo era frecuente, sino que era tenido como más refinado entre los acomodados y cultos; al parecer, existen datos que indican que los prostitutos sevillanos a principios del siglo XII cobraban más que sus compañeras femeninas, y tenían una clientela de clase más elevada. Las prostitutas quedaban relegadas a la plebe urbana y sobre todo a los campesinos que visitaban las ciudades.

## Homoerotismo en la literatura andalusí
Para superar la contradicción entre la legalidad religiosa y la realidad popular, la literatura árabe recurrió a un curioso hadiz atribuido al mismo Mahoma: «Aquel que ama y se mantiene casto y oculta su secreto y muere, muere como un mártir». El poeta, aprehensor de belleza, se veía impelido a cantar la belleza masculina. La sublimación del amor cortés a través del neoplatonismo, de cantar la belleza corporal trascendida en Belleza ideal, permitía al poeta expresar sus sentimientos homoeróticos sin peligro de censura moral.
El amor homosexual (مذكرات mudhakkarat) como tema literario se dio en el ámbito de la poesía en todo el mundo árabe; el jurista y literato persa Muhammad ibn Dawud (868 - 909) escribió, a los 16 años, el Libro de la flor, una antología de los estereotipos de la lírica amorosa que dedica amplio espacio a los versos homoeróticos; Emilio García Gómez señala que la angustia de Ibn Dawud, debida a la pasión homoerótica que sintió toda su vida hacia uno de sus compañeros de escuela (a quien dedicó el libro), fue un resorte que le condujo a concretar un platonismo que García Gómez identifica como un «anhelo colectivo» en la cultura árabe de reconducir un «noble caudal espiritual» que no encontraba salida. Ibn Dawud lo revistió con el mito árabe del «amor udrí», cuyo nombre proviene de la tribu de los Banu Udra, que vendría a significar literalmente «Hijos de la Virginidad»: un idealismo refinado creado por los retóricos orientales, una «ambigua castidad», según García Gómez, que era «una mórbida perpetuación del deseo».
Tanto la tradición punitiva como la sentimental figuran en la literatura andalusí, y destacadamente en los escritos de su más conocido teórico del amor, Abu Muhammad 'Ali ibn Ahmad ibn Sa'id ibn Hazm (994 - 1064), más conocido como Ibn Hazm, que dice del amor en El collar de la paloma: 

No está reprobado por la fe ni vedado en la santa Ley, por cuanto los corazones se hallan en manos de Dios Honrado y Poderoso, y buena prueba de ello es que, entre los amantes, se cuentan califas y rectos imanes.
Ibn Hazm, 1967, p. 109

Para Ibn Hazm, el amor escapa al control del hombre, «es una especie de naturaleza, y el hombre sólo tiene poder sobre los movimientos libres de sus órganos.» En El collar de la paloma, una mezcla de generalizaciones teóricas y ejemplificaciones o anécdotas personales (aunque la gran mayoría se refieren al amor heterosexual, especialmente por hermosas esclavas), se intercalan repetidamente las historias de hombres que se enamoran de otros hombres. En ocasiones la atribución es oscura, dado que el texto, refiriéndose neutralmente al ser amado, puede estar dedicado tanto a un hombre como a una mujer:

Otras señales son: que el amante vuele presuroso hacia el sitio donde está el amado; que busque pretextos para sentarse a su lado y acercarse a él; y que abandone los trabajos que le obligarían a estar lejos de él, de al traste con los asuntos graves que le forzarían a separarse de él, y se haga el remolón en partir de su lado.
Ibn Hazm, 1967, p. 118

De la influencia bagdadí de Ibn Dawud los andalusíes aprendieron las reglas del juego del amor cortés: la inasequibilidad del ser amado porque pertenece a otro (no por adulterio, sino porque generalmente se trataba de un esclavo o esclava de otro dueño); el espía, el amigo favorable, el calumniador... forman parte de una serie de figuras preestablecidas que acompañaban a los amantes en su historia.

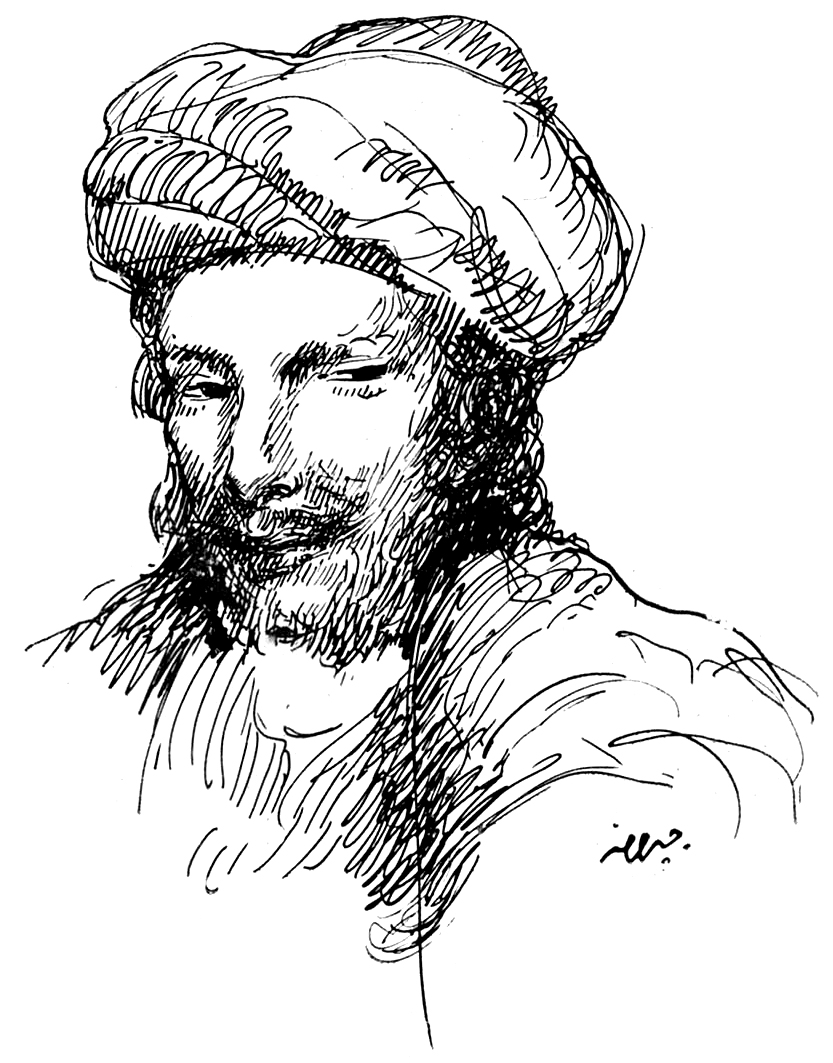
Abu Nuwas (747-815) escribió poesía de carácter homoerótico.

Otro de los poetas que cantaron los placeres ilícitos del vino y los efebos fue Abū Nuwās al-Hasan Ibn Hāni' al-Hakamī, más conocido simplemente como Abu Nuwas (Ahvaz, Irán, 747 - Bagdad, 815). El amor homoerótico que celebraba es similar al descrito en la antigua Grecia: el poeta adulto asume un rol activo frente a un joven adolescente que se somete. El interés por los efebos era completamente compatible con el interés por mujeres; ambos compartían un papel socialmente subordinado, hecho que en la poesía se enfatizaba mostrándolos como miembros de una clase inferior, o esclavos o cristianos cautivos.
Cabe señalar que, así como el rol activo no era socialmente condenado, el adulto que tomaba un papel pasivo en la relación homosexual era objeto de escarnio. Por ello, la diferencia de edad entre amante y amado era crucial en una relación homosexual; de ahí que la aparición del vello facial en el efebo fuera un topos extremadamente popular en la poesía homoerótica árabe, porque marcaba la transición a una situación insostenible, aunque enseguida generó una respuesta en defensa de la belleza que se mantenía en un joven plenamente barbado.

## Estrofas y géneros de la poesía árabe clásica
La poesía árabe clásica usaba tres tipos básicos de versos o formas estróficas: la casida, una oda larga y monorrima; la qita o quita, fragmento o poema breve y monorrimo sobre un solo tema o imagen; y la muwassah o moaxaja, una forma estrófica que apareció más tarde. Estos dos últimos se dedicaban usualmente a cuestiones relacionadas con los placeres de la vida, descripciones del vino y de su consumo, el amor o expresiones de pesar por lo efímero de dichos placeres.
La casida era la forma habitual para los grandes géneros: el panegírico o madih, en honor o alabanza de un gran hombre; el elegíaco, ritza o martiyya, conmemorando la muerte de un gran hombre; y el género satírico, hiya o hichá, en que se ridiculiza al enemigo. 
La casida de género erótico era conocido como nasib, y estaba estrechamente unido con el ogniya, los versos adaptados al canto y el acompañamiento musical, cultivado por numerosas poetisas. Todos estos géneros pueden considerarse, hasta cierto punto, variantes impregnadas del assifat o género descriptivo, por el lujo exuberante de imágenes y matices de que hacía gala la poesía andalusí.
Dos géneros o temáticas en los que puede encontrarse poesía homoerótica son la jamriyyat o khamriyyat (poesía báquica) y el género erótico-amoroso, el ghazal o gazal, que según el sexo del objeto de deseo puede conocerse como mu'annathat, si es dedicado a una mujer, o mudhakkarat, si se dirige a hombres jóvenes. 
Una inmensa mayoría de este tipo de poesía se refiere al copero, combinando el tema báquico y el erótico.

## SiglosIXyX. Época omeya
La poesía erótica comenzó a florecer en al-Ándalus bajo el mandato de Abderramán II (792-852) en el por entonces Emirato de Córdoba. Su nieto, Abd Allah I (844-912), ya escribió versos amorosos para una «gacela de ojos oscuros», según recogió Ibn Hazm. 
La ambigüedad en los usos gramaticales se extendía a las imágenes utilizadas para describir la belleza tanto de los efebos como de las doncellas, dificultando saber el sexo del amante descrito. Existían no obstante algunos indicios, que en ocasiones quedan enmascarados en las traducciones: algunos términos que en español son palabras femeninas, como «gacela» y «luna», en árabe son masculinas. Otro indicativo era la alusión del vello facial, el bozo, que aparece en el rostro del efebo tanto disminuyendo su belleza como aumentando su atractivo al evidenciar su masculinidad:

¡Oh tú, en cuyas mejillas ha escrito el vello dos líneas que,
al destruir tu belleza, despiertan ansias y cuidados!
No sabía que tu mirada era un sable, hasta ahora
que te he visto vestir los tahalíes del vello.
El libro de las banderas de los campeones de Ibn Said al-Maghribi.
Traducción de E. García Gómez.

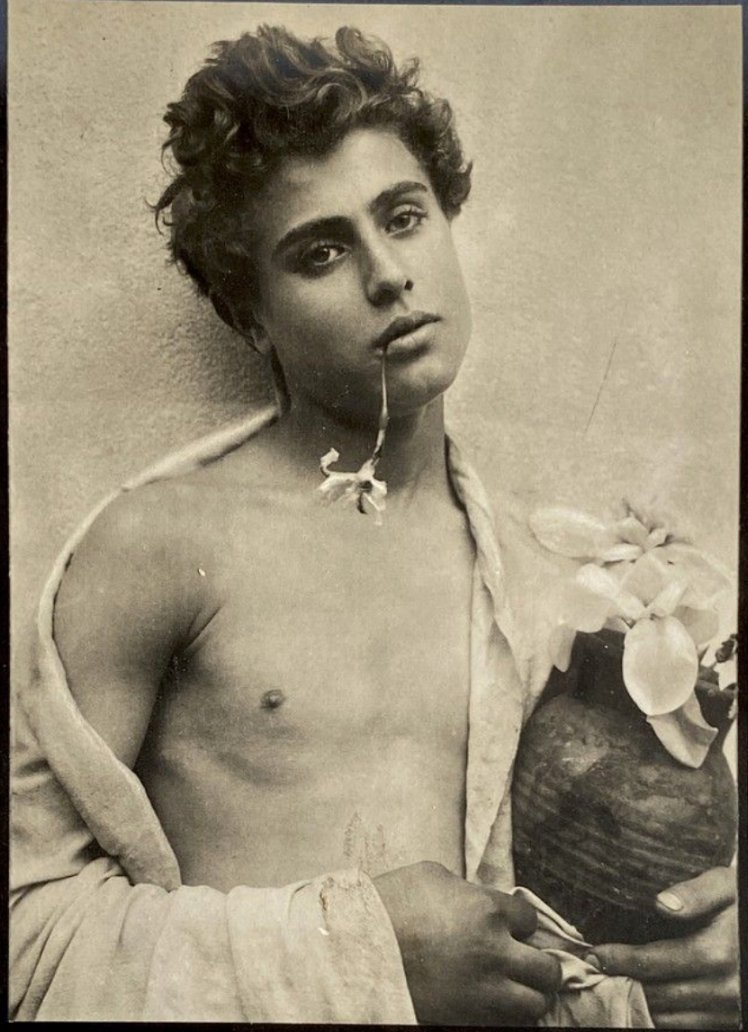
A partir del modernismo, movimiento que se inicia en el siglo IX, la mayoría de las moaxajas están dedicadas a efebos, uno de los tópicos literarios de gran parte de la poesía árabe medieval.

Ibn Abd Rabbihi (Córdoba, 860-940), poeta de las cortes de Abd Allah I y Abderramán III y uno de los más tempranos representantes de las bellas letras andalusíes, escribió sobre un joven en el típico ánimo de sometimiento al amado.

Le di aquello que me pedía, le hice mi señor...
El amor ha puesto bridas en mi corazón
como un camellero pone bridas en su camello.

Otro de los temas de la poesía árabe era la poesía báquica (خمريات jamriyyat), celebrando, pese a las prohibiciones religiosas, el vino y la embriaguez; en ocasiones se mezclaba con el homoerotismo en la figura del copero o escanciador. Así, algunos poetas fueron más explícitos y menos castos en la expresión de su pasión, como Ali ibn Abi l-Husayn (m. 1038):

¡Cuántas noches me han servido las copas
las manos de un corzo que me compromete!
Me hacía beber de sus ojos y de su mano
y era embriaguez sobre embriaguez, pasión sobre pasión.
Yo tomaba los besos de sus mejillas y mojaba mis labios
en su boca, ambas más dulces que la miel.
Ibn al-Kattānī, Tašbīhāt, núm. 177.

Era relativamente frecuente en la poesía amorosa árabe que el objeto de deseo fuera un esclavo o cautivo. No era extraño que se tratara de gente rubia; el mismo Ibn Hazm señalaba que varios califas se inclinaban hacia el color rubio, incluso que muchos de ellos, por herencia materna y dada esta preferencia familiar, eran rubios y de ojos azules. Yusuf ibn Harun ar-Ramadi (926-1013) escribió sobre un esclavo rubio:

Turbado por las miradas, te parecería
que acaba de despertarse del sopor del sueño,
la blancura y rubicundez se asocian en la belleza,
sin que sean contrarias, pues son semejantes;
como cadenas de oro rojizo sobre un rostro de plata,
así la aurora, blanca y rubia,
es la que parece imitarle.
Cuando aparece el rubor en sus mejillas
es como el vino puro en cristal de roca.
Ibn al-Kattānī, Tašbīhāt, núm. 233.

En otro poema, Ar-Ramadi dio prueba de su bisexualidad narrando una noche de pasión con un efebo y una esclava: «Extendía mi mano hacia el pavo real unas veces \ y otras me retiraba hacia la paloma torcaz.»
Ar-Ramadi, panegirista de Almanzor y uno de los más destacados poetas cordobeses del siglo X, llegó a enamorarse tanto de un joven cristiano que hacía la señal de la cruz cuando bebía vino. Cuando su turbulenta carrera política le llevó a prisión, se enamoró de un esclavo negro: «Miré en sus ojos y me embriagaron... Yo soy su esclavo, y él es mi señor». Esta sumisión e inversión de los roles sociales en la poesía árabe se asemeja al romanticismo de caballerías de la Europa medieval cristiana.
Cabe mencionar también a Muḥammad ibn Hānī ibn Saˁdūn (c. Sevilla, 927 - 972) que destacó en el Califato de Córdoba por el atrevimiento de su lírica. En sus poesías, que conjugaban las corrientes clásicas de tradición beduina con las renovaciones modernistas, practicó el género del autoelogio o la jactancia (fajr), haciendo gala tanto de su homosexualidad como de su adscripción al chiismo, facción del islam perseguida en su tiempo por los Omeyas.

## sigloXI, el esplendor de la poesía árabe clásica
La caída del Califato Omeya y la fragmentación subsiguiente en los reinos de taifas produjeron un éxodo de los poetas a las distintas cortes que se formaron, descentralizando la cultura a todo al-Ándalus. Al crecer el número de cortes, creció el de poetas, y la posibilidad de que surgieran buenos creadores.

### Córdoba
En Córdoba destacó la figura del extraordinario poeta y filólogo Abū 'Āmir ibn Šuhayd (992-1035), hijo de un ministro de Almanzor. Ibn Suhayd se presentaba como un personaje cínico y libertino, que él mismo se encargó de difundir y que puede recordar a Lord Byron. Cultivó los géneros modernistas, que cantaban los placeres de la vida: el amor, el vino, la caza, el sentimiento grato de la naturaleza, porque reflejaban su forma de vivir, su evidente actividad báquica y bisexual, su actitud en contra de lo establecido. En uno de sus poemas, tras describir una fiesta con jóvenes mujeres en flor, aparece un paje real, un efebo adolescente y afeminado:

Yo le seguí hasta la puerta de su casa,
porque hay que seguir a la pieza hasta alcanzarla,
le até con mis riendas
y fue dócil a mi bocado.
Fui a beber a los pozos del deseo
y pasé por encima de la vileza del pecado...
Ibn Suhayd, Dīwān, Pellat, pp. 160-153.

Los reinos de taifas hacia 1080.

El más aclamado lírico de esta época es el cordobés Muhammad ibn Abd al-Malik ibn Quzman, o Ibn Quzman (c. 1080-1160), considerado uno de los grandes poetas medievales. Alto, rubio y de ojos azules, Ibn Quzman fue un bohemio irreverente que llevaba y hacía gala de una vida licenciosa. Su figura recuerda la del bagdadí Abu Nuwas en la corte de Harun al-Rashid, también completamente liberal en cuanto a su homoerotismo.

Tengo un amado alto, blanco, rubio.
¿Has visto de noche la luna? Pues él brilla más
Me dejó el traidor y luego vino a verme y saber mis nuevas:
tapó mi boca, calló mi lengua,
hizo como la lima con mis barruntos.
 Versión: Federico Corriente.

Lejos de las casidas y los cánones del verso clásico árabe, Ibn Quzman llevó a su más alto nivel el zéjel, un tipo de moaxaja o poesía en estrofas que se escribía en árabe dialectal hispánico. En un estilo deliberadamente popular y profuso en situaciones eróticas, sus zéjeles celebraban el vino, la fiesta y el amor hacia mujeres y jóvenes. Ibn Quzman gustaba de los placeres de la vida y de ir siempre bien vestido, pero odiaba trabajar:

Desde que nací hasta ahora, pláceme el descoco,
y hay algunas cosas que nunca me faltan:
con todo bebedor y fornicador me junto.
 Traducción de E. García Gómez y F. de la Granja.

Cuando alguien le recordó que quien es serio en esta vida será recompensado con el Paraíso, el irreverente Ibn Quzman respondió estar en el Paraíso en esta vida, vindicando su libertino estilo de vida:

Si el paraíso me dieran, vino sería
y amar beldades.

Allí fuimos de broma y desenfreno,
ora con mozos, ora con mujeres;
corrieron copas y hubo lo que hubo.
Consejeros, dejaos de monsergas:
¡mi vicio es virtud! (z. 62/0-1)

Golpeado por la pobreza al final de sus días, y encarcelado repetidas veces acusado de herejía por su actitud de desafío a las autoridades religiosas, Ibn Quzman acabó sus días dedicado a la enseñanza en una mezquita. Su obra está recogida en la traducción que hizo Emilio García Gómez de su obra completa, Todo Ben Quzman (Gredos, 1972).

### Sevilla
Sevilla se convirtió en un reino independiente, una taifa, bajo la soberanía de los Banu 'Abbad, una rica y aristocrática familia de provincias que gobernó con inteligencia, falta de escrúpulos, ambición, valor, orgullo y una elevada sensibilidad estética, y que condujo a Sevilla a ser la capital poética del Ándalus de los reinos de taifas. La poesía sevillana adquirió un nuevo grado de exquisitez y belleza formal en el reinado de Abbad ibn Muhammad al-Mu'tadid (Sevilla, ? - id., 1069), Rey taifa de Sevilla (1042-1069). Uno de los mejores poetas de su corte, en la que los ministros eran poetas y los poetas ministros, fue su propio hijo Muhammad ibn ‘Abbad al-Mu‘tamid (1040 - 1095). Desde bien joven le unió una «amistad equívoca y apasionada» con otro de los grandes poetas de la época, Abu Bakr ibn Ammar (1031-1086), también conocido como Ibn Ammar o Abenamar, del que fue discípulo en Silves. Desterrado por Al-Mutadid a Zaragoza para evitar la perniciosa influencia sobre su hijo, Ibn Ammar escribió una casida al rey pidiendo perdón, pero tal vez la mención de sus diversiones y sus noches de juventud con Al-Mutamid en Silves provocó que la casida no tuviera efecto:

Al recordar el tiempo de mi juventud, es como si se encendiese
el fuego del amor en el pecho.
Aquellas noches en que no hacía caso de la sensatez del consejo
y seguía los errores de los alocados;
condené al insomnio a los párpados somnolientos
y recogí el tormento de las tiernas ramas.
Ibn Bassam, Dajira, 3, pp. 272-274.

Pese a quejarse de su destino en Zaragoza, Ibn Ammar pudo dedicar sus gazales, género que dominó con maestría, a los bellos efebos de la corte de Ibn Hud al-Mutamán. A la muerte de Al-Mutadid, el nuevo rey Al-Mutamid mandó traer de nuevo a su antiguo amigo y amante, y juntos gobernaron Sevilla, como Rey y ministro. Al final de sus vidas su relación se torció por un enfrentamiento de Ibn Ammar, a la sazón gobernador de Murcia, con el rey de Valencia; Al-Mutamid escribió una casida satírica, en la que ridiculizaba los orígenes humildes de Ibn Ammar. En la casida con que le respondió el poeta, se burlaba de los abadíes, de la esposa e hijos de Al-Mutamid, y le acusaba de sodomía, recordando los días de Silves:

Te abrazaba la cintura tierna,
bebía de la boca agua clara.
Yo me contentaba con lo permitido,
pero tú querías aquello que no lo es.
Expondré aquello que ocultas:
¡Oh gloria de la caballería!
Defendiste las aldeas,
pero violaste a las personas
M. J. Rubiera Mata, Al-Mu‘tamid, pp. 29 y 36.

Cuando más adelante Al-Mutamid pudo apresar a Ibn Ammar le perdonó, pero al enterarse de que este se vanagloriaba de su indulto entró en cólera y le mató con sus propias manos. Tras lo cual, no obstante, le lloró y ofreció un suntuoso funeral.

### Levante
Los antiguos funcionarios del califato se apoderaron de las provincias del Levante de la península ibérica, el Sarq al-Ándalus, que con la llegada de las élites cordobesas tuvo un gran desarrollo urbanístico y cultural. Ibn Jafaya de Alcira (1058-1139) puede considerarse uno de los mejores poetas modernistas de al-Ándalus. Destacó especialmente por el desarrollo del tema modernista del jardín (rawdyyāt), hasta el punto que la lírica sobre la naturaleza fue denominada en al-Ándalus, en referencia a su apellido, de estilo jafayyi. En su poesía realizaba encadenamientos sutiles de imágenes, cargadas de connotaciones a otros temas, entre ellos el homoerotismo; en un rawdiyyat, la descripción de un jardín introduce una sonrisa, un ejército, el vino en su copa que es un caballo y finaliza en un bello joven. Es indicativo el uso del término «luna» (de género masculino en árabe) para referirse al joven:

El vino es abatido y cae de bruces,
expulsando por su boca un aroma violento;
la copa es un caballo alazán que da vueltas,
con un sudor en el que fluyen las burbujas;
corre con el vino y la copa, una luna
de rostro hermoso y sonrisa mielada;
armado de punta en blanco, en su cintura y en su mirada,
hay también armas y espadas penetrantes.
Ibn Jafaya, Diwan, pp. 254-255.

## SiglosXIIyXIII. Época almohade
La invasión de Al-ándalus por los almohades (al-Muwahhidūn, «los que reconocen la unidad de Dios»), provenientes de Marruecos, provocó el surgimiento de nuevas cortes literarias en los siglos XII y XIII. Junto a la aparición de poetisas, debido a la mayor autonomía femenina (quizás por una antigua tradición matriarcal) en esta etnia norteafricana, hubo un florecimiento de la poesía mística, en la cual las palabras del amor terrenal cambiaron de ámbito para expresar el tránsito del alma hacia el amor de Dios.
Ello no significó el abandono de la poesía amorosa, donde el homoerotismo siguió estando presente en una nueva forma preciosista. Emilio García Gómez señala que las metáforas, gastadas por el uso, se lexicalizaron para, posteriormente, generar nuevas metáforas que podrían llamarse de «segunda potencia». 
Describiendo a un efebo, en unos versos que combinan la comparación lexicalizada del agua rizada como una cota de malla y el color rojizo de las naranjas, Safwan ibn Idris de Murcia (1165-1202) escribió: 

Gacela llena de coquetería,
que a veces nos agrada y a veces nos asusta;
arroja naranjas en una alberca
como el que mancha de sangre una cota de malla.
Es como si arrojase los corazones de sus amantes
en el abismo de un mar de lágrimas.
Al-Kutubī, Wafat al-wafayāt, I, p. 85.

También cabe destacar al afamado Muhammad Ibn Galib, conocido como al-Rusafi (m. 1177), nacido en al-Rusafa (actual Ruzafa, en Valencia) pero afincado en Málaga. 
Dentro del mismo fenómeno preciosista, al-Rusafi, transponiendo el tema de la belleza de los efebos a la descripción de los artesanos, e invirtiendo la metáfora lexicalizada de la esbeltez de la cintura como una rama, dijo en un poema:

Aprendió el oficio de carpintero y me dije:
«Quizá lo aprendió del aserrar de sus ojos en los corazones»
¡desgraciados los troncos que se apresta a cortar,
unas veces tallándolos y otras a golpes!
Ahora que son maderos, comienzan a coger el fruto de su delito,
de cuando, siendo ramas, se atrevieron a robar la esbeltez de su talle.
E. García Gómez, El libro de las banderas, p. 252.

En la corte de Sa‘īd ibn Hakam de Menorca se formó también una pequeña corte literaria de exiliados andalusíes de la península, donde los poetas continuaron con este preciosismo. Uno de sus huéspedes fue Ibn Sahl de Sevilla (1212-1251). Nacido judío, Ibn Sahl se hizo musulmán, experiencia que describió mediante poemas homoeróticos; así, amando a un efebo llamado Musa (Moisés), le abandona por otro llamado Muhammad (Mahoma). Uno de los poemas dedicados a su primer amante es una muestra del preciosismo de la época y las imágenes de «segunda potencia», donde las patillas se asemejan a las patas de los escorpiones y los ojos a flechas o espadas:

¿Es un sol con la túnica de púrpura
o una luna ascendiendo sobre una rama de sauce?
¿Muestra unos dientes o son perlas enfiladas?
¿Son ojos lo que tiene o dos leones?
¿Una mejilla de manzana o una rosa
que de los escorpiones guardan dos espadas?
Teresa Garulo, Ibn Sahl de Sevilla, Madrid, 1983, p. 53.

## La poesía homoerótica femenina
Aunque la situación de la mujer andalusí era la de la reclusión tras el velo y el harén, hubo entre las clases superiores algunas que, siendo hijas únicas o sin hermanos varones, se liberaban al permanecer solteras. La llegada de los almohades en el siglo XII importó también una tradición de línea matriarcal que otorgaba cierta libertad a la mujer, favoreciendo un poco más su acceso a la educación y producción literaria.
Otro sector que podía acceder a las tertulias donde se creaba la poesía eran las esclavas no concubinas, liberadas del velo y el harén. También en el amor eran más libres: debido a que los árabes consideraban necesario que el amado tuviera la libertad de otorgar su amor, los esclavos de ambos sexos asumían, tanto en la literatura como en el mundo real, el papel de señores de sus amantes, uno de los tópicos del amor cortés árabe. Las que más se relacionaban con el ambiente literario eran las cantoras (qiyan), que recibían una esmerada educación para satisfacer tanto física como estéticamente al hombre. Siendo el talento más apreciado el musical, las cantoras aprendían centenares de versos y eran capaces de improvisar composiciones propias.
El amor descrito por las poetisas es el tópico del amor cortés árabe; en contraste con la poesía homoerótica, el amado no es descrito físicamente, salvo algunas excepciones. En muchos casos su obra llega como un eco de la voz y el punto de vista masculinos, y llegan a cantar la belleza femenina ajena, simulando un amor sáfico que algunos autores dudan que tuviera un paralelo en la vida real, como es el caso de las hermanas Banat Ziyad de Guadix, Hamda y Zaynab, a las que los autores atribuyen indistintamente la autoría de los poemas conservados bajo su apellido. En uno de sus poemas se expresa la pasión de una de las hermanas hacia una joven, dejando la duda de si es realmente homoerotismo o un mero tópico literario:

Ésa es la razón que me impide dormir:
cuando suelta sus bucles sobre el rostro,
parece la luna en las tinieblas de la noche;
es como si a la aurora se le hubiese muerto un hermano
y la tristeza se hubiese vestido de luto.

Cabe destacar la figura de la princesa Wallada bint al-Mustakfi (994 - 1077 o 1091), a la que se ha llamado «la Safo andaluza». Hija del Califa de Córdoba Muhammad III, la muerte de su padre en 1025 le dejó una fortuna en herencia que le permitió convertir su hogar en un lugar de paso para escritores. Tuvo una relación escandalosa con el también poeta Ibn Zaidun, en cuyas antologías se suelen recoger sus pocos poemas que nos han llegado. Según las crónicas, la princesa Wallada se prendó de Muhya bint al-Tayyani, hija de un vendedor de higos cordobés, y cuidó de su educación hasta convertirla en poetisa. Se supone una relación lésbica entre ellas, pero no hay evidencias de ello.

## Traducciones y antologías
Aunque los poemas de amor dedicados a jóvenes son numerosos en la literatura andalusí, el homoerotismo andalusí ha sido un tema apenas estudiado, y la pérdida de materiales (en especial de la época nazarí) fue enorme, debido a la ciega destrucción a manos de los cristianos conquistadores, como la gran quema de manuscritos ordenada por el Cardenal Cisneros. Los cristianos exageraron la extensión del libertinaje andalusí, especialmente las prácticas homosexuales; la consideraron una enfermedad, muy atrayente superficialmente, pero no sólo contagiosa, sino incurable. Aunque en el siglo XIV el Reino nazarí de Granada no representaba amenaza alguna para Castilla, hubo un miedo exagerado a las invasiones del sur. Esta actitud perduró hasta la Edad Contemporánea; según Claudio Sánchez-Albornoz, «sin la Reconquista, habría triunfado la homosexualidad, tan practicada en la España mora».
Daniel Eisenberg menciona la presencia de una pequeña antología «en el capítulo "Perversión" del libro homofóbico de Claudio Sánchez-Albornoz, De la Andalucía islámica a la de hoy (1983)»; también destaca los Poemas arabigoandaluces de Emilio García Gómez, publicado en un momento de liberalización a finales de la década de 1920, como la primera colección en alcanzar una atención general; así como la traducción que hizo este de la obra completa de Ibn Quzman, Todo Ben Quzman (Gredos, 1972); y una tercera colección traducida por García Gómez, El libro de las banderas de los campeones.
En la Real Biblioteca de San Lorenzo de El Escorial se encuentran también textos homoeróticos en árabe: El abandono del pudor y el primer bozo de la mejilla; Excusas sobre el amor del primer bozo en la mejilla; y El jardín del letrado y las delicias del hombre inteligente.